# Донська білогвардійська флотилія
Донська білогвардійська флотилія — тактичне з'єднання кораблів Всевеликого Війська Донського.

## Історія створення
На початку 1918 Військово морське управління Всевеликого Війська Донського розробило план створення військового флоту на річці Дон. Це було пов'язано з тим, що вздовж річки були розкидані великі козацькі станиці, і таким чином річка була головною водною транспортною артерією.

11 травня 1918 року за ініціативи старшого лейтенанта Є.М. Герасімова Військово-морським управлінням Всевеликого Війська Донського під командуванням контр-адмірала І.А. Кононова була сформована Донська флотилія.

## Командування
- Іван Андрійович Кононов (контр-адмірал) - до травня 1918;
- Евген Миколайович Герасімов (капітан 2-го рангу) - травень-жовтень 1918;
- Костянтин Миколайович Олоблинський (генерал-лейтенант) - жовтень 1918 - весна 1919
- Фабрицький Семен Семенович (контр-адмірал) - весна 1919[1].

## Бойовий склад
До складу флотилії були включені річкові судна та баржі, переобладнані у бойові кораблі. 
Ві самого початку існування до складу флотилії були включені наступні судна: 
1. Океанська яхта "Пірнач" (використовувалося як штабне судно)
2. Річковий пароплав "Донець"
3. Річковий пароплав "Кубанець"
4. Річковий пароплав "Цимла"
5. Річковий пароплав "Вільний козак"
6. Річковий пароплав "Новочеркаськ"
7. Патрульний морський катер "Генерал Бакланов"
8. Патрульний морський катер "Козачка"
9. Патрульний морський катер "Ворон"
10. Патрульний морський катер "Отаман Калєдін"
11. Канонерська лодка "Христофор"
12. Канонерська лодка "Сосіете"
13. Канонерська лодка "Ельпідіфор"
14. Канонерська лодка "№ 1"
15. Канонерська лодка "№ 2"
16. Канонерська лодка "№ 3"

В кінці лютого 1919 року флотилія була реорганізована та розділена на п'ять дивізіонів: три річкових та два морських. 

## Бойове застосування
Донська флотилія вела постійні бої з більшовиками. У 1919 році пройшла з боями до веховини Дону та своїм артилерією надала велику допомогу козацьким підрозділам в сухопутних боях. 
У травні 1919 р. з частини кораблів була сформована Азовська флотилія (білогвардійська). У тому ж таки травні 1919 кількість дивізіонів зросла до восьми за рахунок мобілізації та переобладнання річкових суден та флотилію було перейменовано у "Морські та річкові сили Дону".

### Морські та річкові сили Дону
Створені весною 1919 року Морські та річкові сили Дону стратегічно були підпорядковані Чорморському флоту Білого руху. Морська важка артилерія була розгорнута в окремий морський артилерійський корпус. 
Окремо 31.01.1919 р. було утворено Донську військову транспортну флотилію. Формування флотилії відбулося в кінці лютого - на початку березня 1919 року. В складі флотилії було 2 загони суден та 2 загони самохідних понтонів. В червні 1919 року ця флотилія була розформована.